# 尼氏鮄杜父魚
尼氏鮄杜父魚，為輻鰭魚綱鮋形目杜父魚亞目杜父魚科的其中一種，為溫帶海水魚，分布於北大西洋格陵蘭至加拿大拉不拉多半島海域，棲息深度71-1270公尺，體長可達20公分，棲息在底層水域，以甲殼類為食，生活習性不明。

## 扩展阅读
維基物種上的相關：尼氏鮄杜父魚